# Nerf digital palmaire propre du nerf ulnaire
Les nerfs digitaux palmaires propres du nerf ulnaire sont des nerfs sensitifs de la main.
Chaque doigt en possède deux, un latéral et un médial.
La branche superficielle du nerf ulnaire se divise en un nerf digital palmaire propre médial du cinquième doigt.
Le nerf digital palmaire commun du nerf ulnaire se divise en nerf digital palmaire propre latéral du cinquième doigt et en nerf digital palmaire propre médial du quatrième doigt.